# Neolinognathidae
Neolinognathidae – rodzina skórnych pasożytów ssaków należąca do rzędu Phthiraptera. Powodują chorobę zwaną wszawicą. 
Neolinognathidae stanowią rodzinę składającą się obecnie z 1 rodzaju:
- Neolinognathus - rodzaj ten obecnie składa się z 2 gatunków
  - Neolinognathus elephantuli